# ミライト・テクノロジーズ
株式会社ミライト・テクノロジーズ（英: MIRAIT Technologies Corporation）は、かつて存在した情報通信機器・設備の建設、保守点検を行う、西日本最大の通信工事会社。大阪市西区に本社を置いていた。NTTグループへの売り上げが主力となっていた。2022年7月1日、親会社の株式会社ミライト・ホールディングス（現：ミライト・ワン）に吸収合併され消滅。

## 概要
1960年6月15日、近畿通信建設株式会社として設立。2001年10月1日、株式会社ジェイコスと合併し、株式会社コミューチュアとなる。
2010年10月1日、コミューチュアと大明、東電通の共同持株会社「株式会社ミライト・ホールディングス」の設立に伴い、同社の完全子会社となった。その後、2012年10月1日、大明と東電通が合併して株式会社ミライトが発足。同時に当社も社名を現商号に変更した。
2020年11月12日、ミライト・ホールディングスを存続会社として、ミライト・テクノロジーズとミライトを吸収合併する事を発表した。合併の目的は、本合併によって事業構造の転換を加速することにより、グループ間の意思決定の一層の迅速化や経営体制の効率化、経営資源の集中などを通じてコスト削減を図り、収益力を一層強化することで、未来の社会インフラ（通信・エネルギー）を創り・守る、信頼あるグループであり続けることを目指す事としている。
2022年2月10日、2022年7月1日に予定されるミライト・ホールディングス、ミライト及び当社の統合後の社名を「株式会社ミライト・ワン（英文：MIRAIT ONE Corporation）」と発表。
2022年7月1日、株式会社ミライト・ホールディングスが吸収合併存続会社、株式会社ミライト及び株式会社ミライト・テクノロジーズが吸収合併消滅会社として3社が統合し、「株式会社ミライト・ワン」が発足した。

## 主要事業所
- 本社 - 大阪市西区江戸堀3-3-15
- 支店
  - 東京支店（東京都品川区）
  - 埼玉支店（埼玉県さいたま市西区）
  - 群馬支店（群馬県高崎市）
  - 名古屋支店（愛知県名古屋市北区）
  - 関西支店（大阪府大阪市西区）
  - 大阪支店（大阪府大阪市西区）
  - 兵庫支店（兵庫県神戸市東灘区）
  - 京都支店（京都府京都市南区）
  - 奈良支店（奈良県橿原市）
  - 和歌山支店（和歌山県岩出市）
  - 九州支店（福岡県福岡市）
  - 沖縄支店（沖縄県那覇市）
- 海外
  - アジア・パシフィック駐在事務所（シンガポール）

## 沿革
- 1960年（昭和35年） - 近畿通信建設株式会社として設立。
- 1979年（昭和54年） - 東京証券取引所市場第2部に上場。
- 1998年（平成10年）
  - 7月 - 大阪支店を開設。
  - 10月 - 沖縄支店を開設。
- 2000年（平成12年） - 東京証券取引所市場第1部に指定替え。
- 2001年（平成13年） - 株式会社ジェイコスと合併し、株式会社コミューチュアに商号変更。
- 2002年（平成14年） - 東京支店を開設。
- 2009年（平成21年） - 当社、大明株式会社、株式会社東電通との3社で、共同持株会社設立による経営統合を発表。
- 2010年（平成22年） - 共同持株会社「株式会社ミライト・ホールディングス」を設立。当社はミライト・ホールディングスの完全子会社となる。
- 2012年（平成24年） - 社名を株式会社ミライト・テクノロジーズに変更。
- 2014年（平成26年）12月 - シンガポールにアジア・パシフィック駐在事務所を開設。
- 2015年（平成27年）4月 - 九州支店を開設。
- 2016年（平成28年）7月 - 名古屋支店及び関西支店を開設。
- 2017年（平成29年）10月 - ドローン事業部を発足。
- 2018年（平成30年）6月 - 大阪第1データセンターのサービス開始。
- 2019年（令和元年）12月 - ミラテク第一ビルを開設。
- 2020年（令和2年）7月 - ドローン事業を専門とする株式会社ミラテクドローンを設立。
- 2021年（令和3年）2月 - 東京支店を江東区豊洲から品川区西五反田へ移転。
- 2022年（令和4年）7月 - 親会社の株式会社ミライト・ホールディングス（現：ミライト・ワン）に吸収合併され解散。

## 主要事業内容

### 総合エンジニアリング
- 通信インフラエンジニアリング
  - アクセスネットワーク
    - アクセスネットワークに関わる設備（電気通信事業者様ビル内設備、加入者様ビル・宅内設備、架空設備、地下設備）
    - アクセス設備構築に関する一連の対応（現場調査→設計→施工→竣工→保守）
    - 技術センター（関西6拠点、関東5拠点）

  - モバイルネットワーク
    - モバイルネットワークに関わる設備（屋上型基地局、屋内型基地局、鉄塔基地局）
    - 無線基地局設置に関する一連の対応（折衝・コンサルティング→設計→施工→試験→保守）
    - モバイル技術を活かしたサービスのご提供（電波伝搬調査・分析・改善サービス、自営無線ネットワークの導入サービス）
- 社会インフラエンジニアリング
  - ビルシステム電気設備工事
  - 無電柱化
  - エースモール工法
  - 津波退避用建造物「退避櫓」
- ICTソリューション
  - Wi-Fi（無線LAN環境提案、構築）
  - ミラテク☆光（法人向け光ブロードバンドサービス）
  - CSSC（カスタマーサービスサポートセンタ）
  - ImageGate（スマートデバイス×図面電子化）
  - クラウドWi-Fi Cambium（キャンビウム）
- エネルギー
  - 太陽発電設備（O&M）
  - CSSC（カスタマーサービスサポートセンタ）
  - 低圧太陽光O&Mサービス
  - エネルギーマネジメントシステム
- グローバル
  - グループ会社2社（フィリピン、オーストラリア）を軸に現地の通信インフラエンジニアリングに参画

### サービス
- Photoruction（フォトラクション）
- 電子棚札（店舗DX革命）
- ミラテク・ドローン
  - パイロット育成サービス
  - 運航サービス
  - ドローンシステムの開発・販売
- ミラテク☆防災
- ミラテク☆光（法人向け光ブロードバンドサービス）
  - ミラテク☆光ソリューション
  - ミラテク☆光回線サービス
  - ミラテク☆Wi-Fi
  - ミラテク☆カメラ
  - ミラテク☆サイバーみまもり
  - ミラテク☆モバイル
- ミラテク・ロボット（ソフトウェア型ロボット）
- クラウドWi-Fi Cambium（キャンビウム）
- LED照明
- 上下水設備の環境改善装置
- ImageGate（スマートデバイス×図面電子化）
- EV充電スタンド
- CSSC（カスタマーサービスサポートセンタ）
- 太陽発電設備（O&M）
- アライアンス（新しい価値の創造）
- 実証試験（ドローンを活用した画像解析システム、IOT実証試験（スマートメータ）など）

## 営業登録
- 特定建設業
  - 電気通信工事業 土木工事業 建築工事業 大工工事業 とび・土工工事業 石工事業 屋根工事業
  - 電気工事業 タイル・れんが・ブロック工事業 鋼構造物工事業 舗装工事業 しゅんせつ工事業
  - 塗装工事業 内装仕上工事業 水道施設工事業 管工事業 解体工事業
- 一般建設業
  - 消防施設工事業
- 測量業
  - 多角測量・水準測量・地形測量・平面測量・その他測量
- 建設コンサルタント
  - トンネル部門
- 一級建築士事務所
  - 大阪府知事登録
- NTT認定
  - 電気通信設備請負工事競争参加資格（NTT東日本・NTT西日本）
- 無線局認定点検
  - 第1種点検事業
- 労働者派遣事業
  - 厚生労働大臣許可
- 古物商
  - 東京都公安委員会許可

## 主要関係会社

### 国内グループ企業
- エンジニアリング
  - 株式会社コムリード
  - 西日本電工株式会社
  - 株式会社グランドクリエイト
  - 片倉建設株式会社
  - 株式会社エーライズ
  - 株式会社リガーレ
  - 株式会社コトネットエンジニアリング
  - 株式会社ラピスネット
  - 株式会社アストエンジ
- システムインテグレーション
  - 株式会社ミライト情報システム
  - 株式会社アクティス
  - 株式会社CREiST（クレイスト）
- IoT
  - 株式会社ミラテクドローン
- オフィスサービス
  - 株式会社フューコム
  - 近畿電機株式会社

### 海外グループ企業
- MIRAIT PHILIPPINES,INC.（フィリピン）
- MIRAIT Technologies Australia Pty.Limited（オーストラリア）